# 歳寒三友

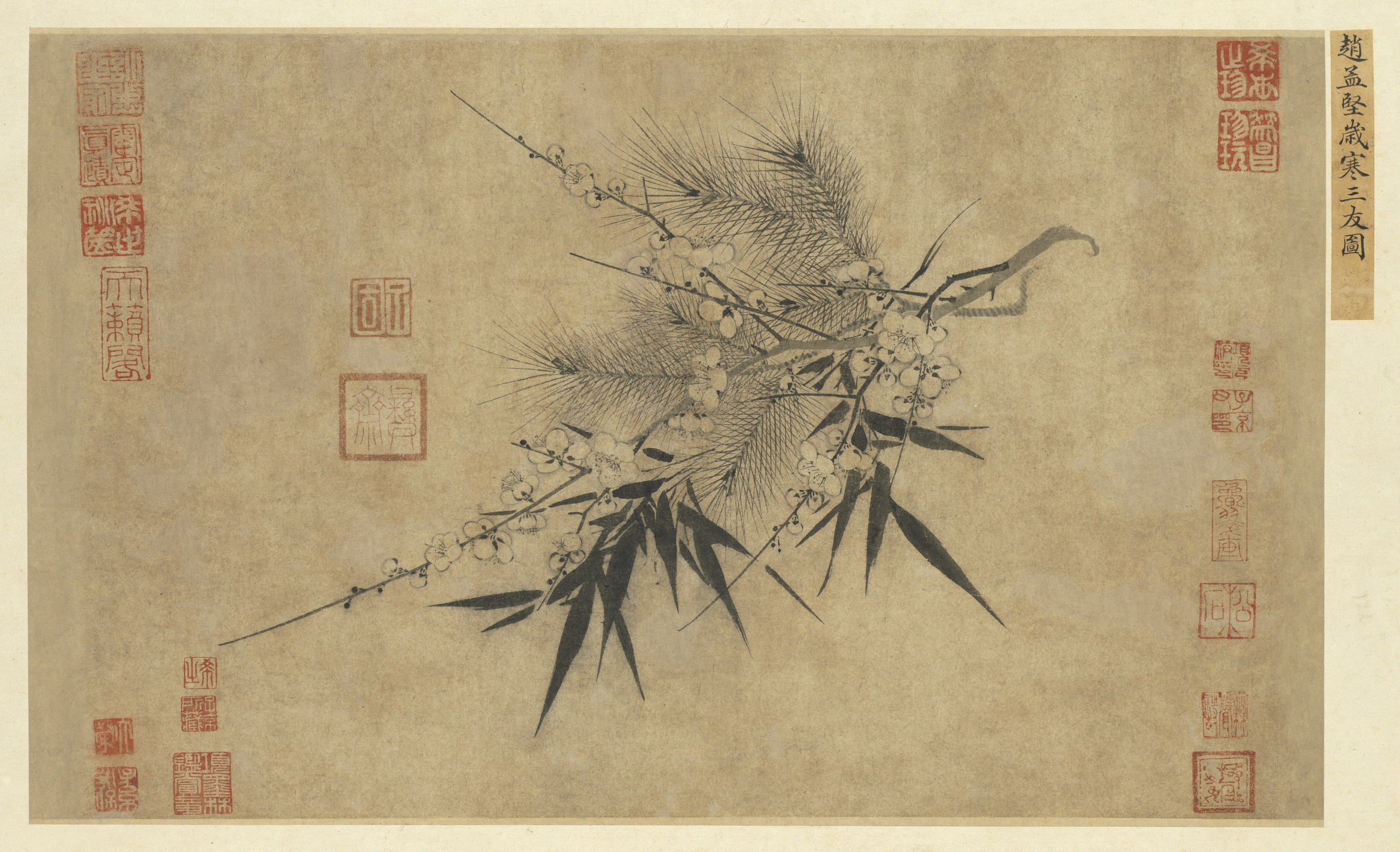
趙孟堅『歳寒三友図』、13世紀。

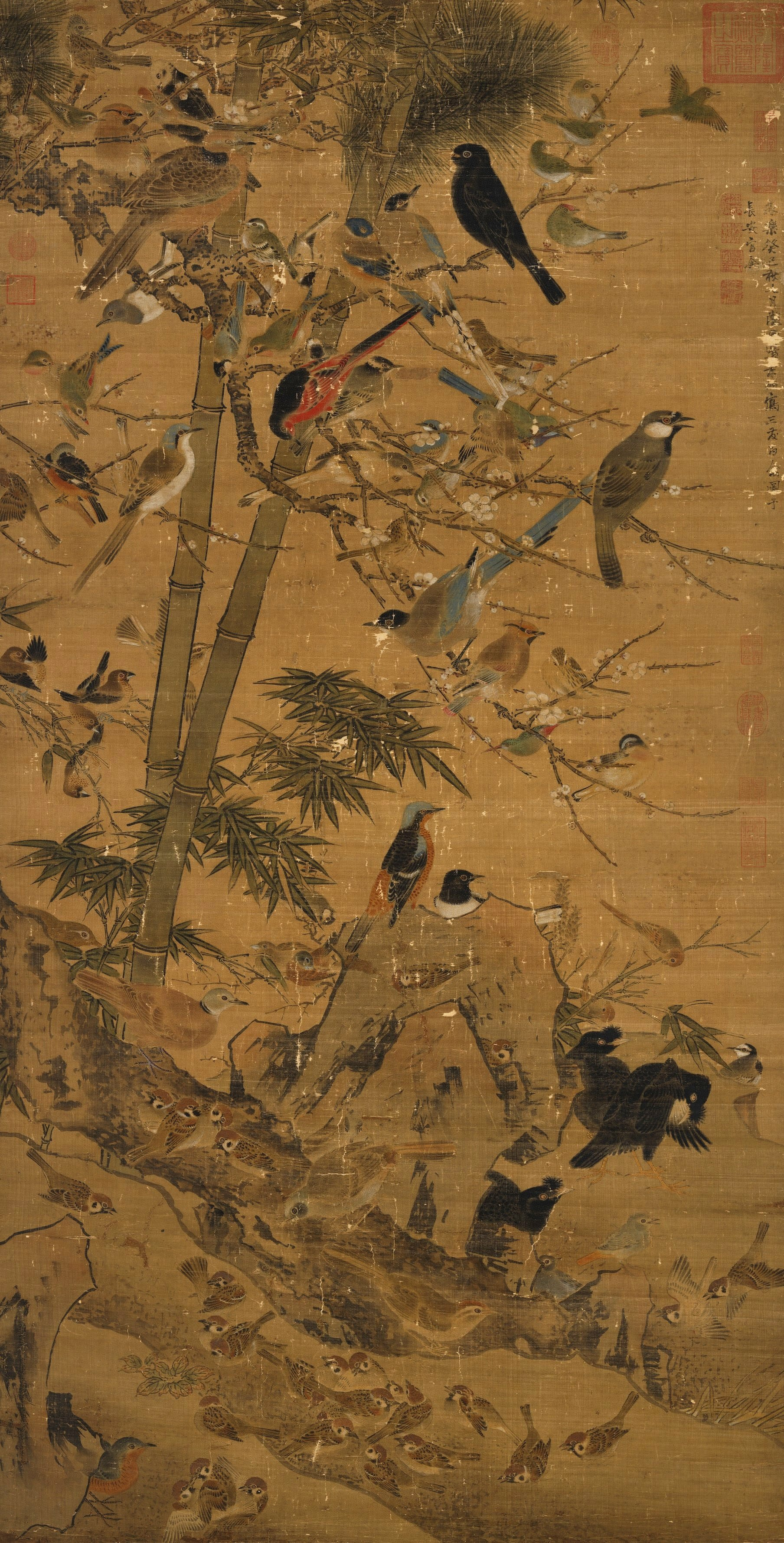
辺景昭の花鳥画、『三友百禽図』、15世紀。

歳寒三友（さいかんのさんゆう）は、宋代より始まった、中国の文人画で好まれる画題のひとつであり、具体的には松・竹・梅の3つをさす。3つ一緒に描かれることも多いが、単体でも好んで描かれる。日本では「松竹梅（しょうちくばい）」と呼ばれる。
松と竹は寒中にも色褪せず、また梅は寒中に花開く。これらは「清廉潔白・節操」という、文人の理想を表現したものと認識された。日本に伝わったのは平安時代であり、江戸時代以降に民間でも流行するが、「松竹梅」といえば「目出度い」ことの象徴と考えられており、本来の、中国の認識とは大きく異なっている。
始原と考えられているのは、中国の宋代において、文同、蘇軾等が竹を水墨画の主題として描き始め、後、梅・蘭・菊・松と画題の広がりを見せていく。その中でも、松・竹・梅の三者が前記理由で特に頻繁に取り上げられていくのである。元・明代には、陶磁器に描かれる主題としても好まれるようになる。日本においては、主に陶磁器・漆器・染織に描かれることが多い。また、門松・雛飾りそして婚礼・出産等の慶事に用いられる主題として民間に定着し、「鶴亀」等の主題と組み合わせて用いられることもある。